# Condado de Albay
El Condado de Albay es un título nobiliario español creado el 6 de agosto de 1898 por el rey Alfonso XIII a favor de Pedro de Govantes y Azcárraga, Senador del Reino, Diputado a Cortes, etc, en reconocimiento a la labor realizada para impulsar las relaciones comerciales entre España y Filipinas
Su denominación hace referencia a la localidad de Albay, en Filipinas.

## Condes de Albay
|                           | Titular                               | Periodo                   |
| Creación por Alfonso XIII | Creación por Alfonso XIII             | Creación por Alfonso XIII |
| ------------------------- | ------------------------------------- | ------------------------- |
| I                         | Pedro de Govantes y Azcárraga         | 1898-1927                 |
| II                        | María del Pilar de Govantes y Montero | 1928- 1987                |
| III                       | Pilar Beatriz Arízaga de Govantes     | 1987-actual titular       |

## Historia de los Condes de Albay
- Pedro de Govantes y Azcárraga (1853-1927), I conde de Albay.

1. Casó con María Montero y Cia. Le sucedió su hija:

- María del Pilar de Govantes y Montero, II condesa de Albay.

1. Casó con Raimundo Arízaga y Llorente. Le sucedió su hija:

- Pilar Beatriz Arízaga de Govantes, III condesa de Albay.

1. Casó con Juan Alsina Torrente.